# Première bataille de Fairfax Court House
Guerre de Sécession
Batailles
Campagne de Manassas
- 1er Fairfax Court House
- Arlington Mills
- Vienna
- Hoke's Run
- Blackburn's Ford
- 1er Bull Run

La première bataille de Fairfax Court House est le premier engagement de la guerre de Sécession, lorsqu'un groupe de l'Union en reconnaissance rencontre la milice locale dans le village de Fairfax Court House, Virginie le 1er juin 1861. C'est la première bataille durant laquelle meurent un premier officier confédéré et un premier officier supérieur confédéré.
L'Union a envoyé une unité de cavalerie régulière sous les ordres du lieutenant Tompkins pour estimer le nombre d'ennemis présents dans la localité. À Fairfax Court House, ils sont surpris par une petite compagnie de fantassins confédérés sous les ordres du capitaine Marr, et font quelques prisonniers. Marr rallie son unité, mais il est tué, et le commandement revient à un civil, ancien gouverneur de Virginie, William Smith, qui force l'Union à battre en retraite.
Le combat est jugé comme étant indécis. L'Union ne collecte pas les renseignements qu'elle souhaitait, et doit retarder son avance sur Richmond, alors que cela permet aux confédérés de mettre en place leurs forces à Manassas pour une bataille plus importante le mois suivant. Tompkins est critiqué pour avoir outrepassé ses ordres, bien qu'ils fussent relativement imprécis.

## Contexte
Le 15 avril 1861, le lendemain de la reddition de l'armée des États-Unis à fort Sumter dans le port de Charleston, en Caroline du Sud, aux forces confédérées, le président Abraham Lincoln appelle 75 000 volontaires (en) pour réclamer la propriété fédérale et supprimer la rébellion des sept États du Sud profond qui ont formé les États confédérés d'Amérique (Confédération). Quatre États du Sud supérieur, dont la Virginie, refusent de fournir des troupes pour cet objectif et commencent la procédure de sécession vis-à-vis de l'Union avec l'intention de rejoindre la Confédération. Le 17 avril 1861, la convention de sécession de la Virginie (en) débute à Richmond, Virginie dans l'intention d'étudier la sécession de la Virginie. Une majorité des délégués passent immédiatement une ordonnance de sécession et autorise le gouverneur à appeler des volontaires pour rejoindre les forces militaires de Virginie pour défendre l'État contre une action militaire fédérale. Le gouverneur de Virginie John Letcher (en) nomme Robert E. Lee en tant que commandant de l'armée de Virginie et des forces navales le 22 avril 1861 avec le grade de major général. Le 24 avril 1861, la Virginie et les États confédérés acceptent que les forces de Virginie soient mises sous la direction générale du président confédéré pendant que le processus d'adhésion de la Virginie aux États confédérés se termine. Ces actions mettent en réalité la Virginie hors de l'Union malgré la planification d'un vote populaire sur la question de la Sécession le 23 mai 1861,.
Le vote populaire du 23 mai 1861 ratifie la sécession de la Virginie. Le gouverneur de Virginie Letcher fait une proclamation officielle qui transfère les forces de Virginie à la Confédération le 6 juin 1861. Le major général Lee, en tant que commandant les forces de l'État, publie un ordre en conformité avec la proclamation le 8 juin 1861.
Le 31 mai 1861, environ 210 soldats de Virginie (qui seront rapidement confédérés) occupent Fairfax Court House, à environ 21,7 kilomètres (13,3 miles) à l'ouest de Washington, D.C. Il y a 120 cavaliers répartis en deux compagnies, la Prince William cavalry et la Rappahannock cavalry, qui ont alors environ 60 hommes chacune et environ 90 fantassins dans une compagnie connue sous le nom des Warrenton Rifles. Fairfax Court House est un village d'environ 300 habitants et le siège du comté de Fairfax en Virginie. Le lieutenant colonel confédéré Richard S. Ewell, qui a récemment démissionné de son poste de capitaine dans la cavalerie des États-Unis est à la tête de cette force largement sous-entraînée et mal-équipée. Il vient juste d'arriver dans la ville et rencontre quelques officiers mais n'a pas été présenté aux hommes du rang. Le capitaine John Q. Marr commande les Warrenton Rifles. La nuit du 31 mai 1861, seuls deux piquets sont postés sur la route à l'est de la ville parce qu'on estime la menace d'une attaque des forces fédérales, qui sont à 13 kilomètres (8 miles) de là, comme faible. La petite force de Virginie a pris une position avancée pour aide à se protéger contre la découverte du rassemblement des forces confédérées à Manassas Junction, Virginie, un nœud ferroviaire à 16 kilomètres (10 miles) plus au sud,.
Le même jour, le brigadier général David Hunter donne des ordres verbaux au lieutenant Charles Henry Tompkins du 2nd U.S. Cavalry Regiment pour récolter des informations sur le nombre et les positions des forces confédérées dans la région. Les instructions de Hunter sur le fait d'entrer dans Fairfax Court House sont vagues mais il semble encourager l'investigation de la ville pour découvrir plus d'informations. Vers 22 heures 30 dans la nuit du 31 mai 1861, Tompkins mène une force de l'Union comprenant entre 50 et 86 cavaliers de l'armée régulière, des dragons et quelques volontaires du camp Union à Falls Church, Virginie, pour la mission de reconnaissance ordonnée en direction de Fairfax Court House.

## Bataille
Vers 3 heures du matin, au cours d'une matinée particulièrement sombre le 1er juin 1861, un des piquets confédérés, le soldat A. B. Francis; accourt dans la ville de Fairfax Court House criant que l'ennemi est sur eux. L'autre piquet, B. F. Florence, a été capturé. Quelques hommes de la Prince William cavalry essaient de former une ligne de bataille dans la rue pendant que les autres partent chercher leurs chevaux. Alors de la force de l'Union arrive sur Falls Church Road, la plupart des cavaliers confédérés fuient, laissant derrière eux quatre cavaliers de la Prince William dans la rue qui sont faits prisonniers. Le capitaine Marr déplace ses hommes dans un champ de trèfle à l'ouest de l'église méthodiste où ils campent, juste à côté de la route à péage de Little River et les met en deux lignes de bataille. Les cavaliers confédérés en fuite de la Prince William arrivent sur eux et dans le noir, quelques hommes de Marr leur tirent dessus, en blessant un de leurs propres cavaliers dans l'affaire. Les cavaliers de la Rappahannock n'ont que peu d'armes et pas de munitions aussi ils fuient sur le champ lorsque les soldats de l'Union arrivent.
Selon plusieurs récits, le capitaine Marr défient les cavaliers en demandant quelque chose du genre « c'est quoi cette cavalerie ? ». Ce sont ses derniers mots. Des tirs épars éclatent alors que la cavalerie de l'Union surgit et le capitaine Marr tombe mort,. Quelques autres récits racontent qu'il est tué alors qu'il effectue une reconnaissance pour trouver une meilleure position pour ses hommes à quelques distances de la ligne et ne mentionne pas le défi aux cavaliers de l'Union. S'il a bougé pour défier les cavaliers de l'Union ou pour reconnaître une meilleure position pour sa compagnie comme le suggère certains récits, Marr n'est pas en présence immédiate ni en vue de ses hommes dans l'obscurité totale quand il tombe dans le champ touffu. Rapidement, personne ne sait où il se trouve ou ce qu'il a pu advenir de lui. Son corps est retrouvé dans le champ de trèfle plus tard dans la matinée.
La force de l'Union chevauche vers l'ouest au travers de la ville tirant quelques balles au hasard. Selon beaucoup de récits de la bataille, les troupes de l'Union tirent sur un homme qui sort d'un hôtel de la ville, qui se révèle être le lieutenant colonel Ewell, et le blesse à l'épaule,. Sans connaître le lieu exact où Ewell est blessé, il est le premier officier supérieur confédéré à être blessé lors de la guerre.
Après la première vague d'activité, la fuite des cavaliers de la Prince William et la chevauchée dans la ville de la force de l'Union, les hommes de la compagnie des Warrenton Rifles réalisent que le capitaine Marr est absent. Comme précisé supra, Marr, dans les faits, gît mort dans le champ de trèfle à proximité, le premier mort au combat confédéré de la guerre Beaucoup d'historiens ont conclu qu'il a été frappé par un des tirs aléatoires tirés par les cavaliers de l'Union lors de leur premier passage dans la ville,,. La compagnie est temporairement sans chef après la mort de Marr parce que les deux lieutenants sont au repos et qu'Ewell n'est pas encore arrivé sur place.
L'ancien et futur gouverneur de Virginie et plus tard major général William « Extra Billy » Smith, qui vient juste de démissionner de son siège au congrès des États-Unis, émerge alors avec son fusil d'une maison où il est hébergé au cours de son voyage de retour de Washington vers chez lui à Warrenton. Smith, à cette époque civil âgé de 64 ans, a aidé à recruter la compagnie et connaît beaucoup d'hommes. Aussi, il prend en charge la compagnie malgré son manque d'entraînement militaire et d'expérience. Ewell arrive rapidement mais le gouverneur Smith doit confirmer à ses hommes qu'Ewell est bien ce qu'il est, l'officier confédéré au commandement du dispositif, avant qu'ils ne veulent bien le suivre. Ewell place alors les quelque 40 hommes des Warrenton Rifles qu'il trouve sur le bord du champ de trèfle entre l'hôtel et le palais de justice (ou l'église épiscopale) où ils sont capables de faire rebrousser chemin vers l'ouest à la force de l'Union avec une volée lorsque les cavaliers approchent de la position confédérée sur leur chemin de retour au travers de la ville,. Les Virginiens ne sont pas dans une bonne position pour se défendre eux-mêmes, et après qu'Ewell a envoyé immédiatement un courrier pour aller chercher des renforts, Smith déplace ses hommes sur une position plus défendable derrière les palissades des voies ferrées environ 90 mètres (100 yards) plus près du péage,. Les civils, pour la plupart terrés dans les bâtiments, se joignent aux tirs contre les cavaliers de l'Union. Cela peut avoir contribué à la surévaluation de Tompkins sur le nombre d'hommes auxquels sa force est confrontée,.
Après avoir été repoussé une fois par une volée des Warrenton Rifles et des volontaires civils, la force de l'Union tente de revenir une fois encore dans la ville. Les hommes de Warrenton les forcent encore à retraiter avec trois autres volées,. Pendant l'échange de feu, le lieutenant Tompkins a deux chevaux abattus sous lui. Un tombe sur lui et le blesse au pied. Les confédérés tirent des volées supplémentaires sur les fédéraux alors qu'ils essaient de repasser dans la ville pour revenir à la base à camp Union près de Falls Church, Virginie. Après l'échec de la troisième tentative de chevaucher dans la ville et de passer au-delà des confédérés, les cavaliers de l'Union sont obligés de quitter la ville à travers les champs vers Flint Hill dans la région d'Oakton du comté de Fairfax au nord de la ville de Fairfax et de retourner à camp Union par une route plus longue.
Les confédérés rapportent dans un premier temps les pertes de l'affaire à un mort (le capitaine Marr), quatre (puis abaissés à deux) blessés (dont le lieutenant-colonel Ewell) et un disparu. Un comptage rapporte plus tard qu'il n'y a que deux blessés mais cinq hommes capturés, ce qui est en accord avec les comptes de l'Union qui font part de cinq prisonniers et les indiquent nommément. La force de l'Union rapporte un tué, quatre blessés (dont le lieutenant Tompkins) et un disparu. Le soldat de l'Union tué est identifié comme étant le soldat Saintclair. Les confédérés déclarent avoir fait trois prisonniers et les comptes récents sont en accord,. La force de l'Union a aussi perdu 9 chevaux tués et 4 blessés,,,.

## Conséquences
Au-delà de la perte du capitaine Marr, les commandants confédérés, dont le brigadier général Milledge Luke Bonham qui est responsable de toute la région, sont mécontents du manque d'armes et de munitions qui a précipité la fuite de la cavalerie confédérée. Le général en chef de l'Union Winfield Scott est mécontent de la charge impétueuse de Tompkins que Scott juge comme ayant excédé ses ordres de reconnaissance des positions confédérées et par le fait que Tompkins parle aux journalistes avant d'avoir rempli son rapport sur l'opération. Le major général McDowell loue la bravoure de Tompkins mais critique aussi Tompkins pour avoir excédé les ordres, sans mentionner le rôle du brigadier général Hunter ou quels ordres exacts Tompkins avaient reçus de Hunter. Il a aussi dit que Tompkins a involontairement contrecarré un « mouvement plus important ». Il critique aussi Tompkins pour avoir parlé à la presse avant d'avoir rendu son rapport,.
Ni les rapports des participants ni les récits contemporains dans les journaux à propos de la bataille sont entièrement précis puisque les deux camps gonflent le nombre d'hommes impliqués dans l'autre camp, du moins au début. Parce que la guerre vient juste de commencer et qu'aucune bataille majeure ne s'est déroulée, n'importe quelle bataille reçoit une attention exagérée à ce stade de la guerre. Bien que cette bataille paraisse insignifiante après le déroulement de plus grandes batailles de la guerre de Sécession avec plus de pertes, elle est notable par plusieurs aspects, dont l'occurrence de la première perte au combat confédérée de la guerre, le premier officier supérieur blessé, la remise ultérieure d'une médaille d'honneur pour des actions lors du premier combat, l'échec de la découverte du rassemblement confédéré à Manassas Junction, le retard de l'action de l'armée de l'Union causé par le rapport exagérant les forces de confédérés dans la région et la préfiguration de milliers d'actions similaires en type et en grandeur qui émailleront le cours de la guerre. L'historien Charles Poland Jr. écrit que l'importance de la bataille de Fairfax Court House n'est pas qu'elle soit la première bataille terrestre de la guerre ou que la première perte confédérée soit survenue pendant l'engagement mais qu'elle est typique des milliers d'autres escarmouches qui se sont déroulées au cours de la guerre de Sécession. Il dit aussi qu'elle est « parmi les prémices de la prochaine première bataille de Bull Run »,.
En 1893, Charles Henry Tompkins reçoit la médaille d'honneur pour ses actions lors de la bataille de Fairfax Court House. C'est la première action d'un officier de l'armée de l'Union pour laquelle une médaille d'honneur a été remise, bien que ce fût 32 ans plus tard. Sa citation précise : « Par deux fois il a chargé les lignes de l'ennemi et, prenant une carabine d'un homme de rang, a abattu le capitaine de l'ennemi, ». Aucun autre récit ou source ne fait référence au fait de Tompkins a abattu lui-même le capitaine Marr. Un monument à la mémoire du capitaine Marr est érigé le 1er juin 1904 près du fronton du palais de justice où il se trouve actuellement. On peut lire : « cette pierre marque la scène de l'ouverture du conflit de la guerre de 1861 - 1865, lorsque John Q. Marr, capitaine des Warrenton Rifles, qui est le premier soldat tué au combat, est tombé à 240 mètres (800 pieds) plus au sud, 46 degrés vers l'ouest de cet endroit le 1er juin 1861. Érigé par le camp Marr, C.V. 1er juin 1904 ».
Plusieurs semaines plus tard, le 17 juillet 1861, les forces de l'Union occupent Fairfax Court House alors qu'elles commencent leur mouvement sur Manassas Junction. Les confédérés ont abandonné la ville en face de la grande force de l'Union qui se déplace vers le premier grand champ de bataille de la guerre. Les forces de l'Union partent pour Centreville le lendemain sur leur chemin vers la bataille préliminaire de Blackburn's Ford le 18 juillet 1861 et la première bataille de Bull Run le 21 juillet 1861. Fairfax Court House et ses environs immédiats seront la scène de plusieurs petites batailles ou escarmouches et raids pendant la guerre.

## Statut de la bataille
L'engagement survient deux jours avant la bataille of Philippi, qui est considérée comme rien de plus qu'une escarmouche, mais est généralement classée comme la première bataille terrestre de la guerre, puisqu'elle fait partie d'une opération organisée d'une campagne planifiée. Fairfax Court House ne remplit pas les mêmes critères, mais elle est encore appelée populairement bataille.